# Kenner Flur
Die Kenner Flur nordwestlich von Kenn ist ein Naturschutzgebiet in Trier, Rheinland-Pfalz, das am 7. Juli 1989 durch Rechtsverordnung der Bezirksregierung Trier gebildet wurde.
Die Größe beträgt 31,4 Hektar, umfasst Teile der Gemarkung Ruwer-Paulin und liegt an der Mosel.
Schutzziele sind die Bewahrung der für die Moseltalaue typischen Ufer- und Gewässerstrukturen mitsamt den zugehörigen Pflanzengesellschaften als Lebensraum für bedrohte Insekten und Amphibien. Ebenso dient das Gebiet als Kinderstube für Vogelarten wie Haubentaucher, Uferschwalbe und Flussregenpfeifer sowie als Rastplatz während des Vogelzugs.
Der Kennerbach mündet am östlichen Ende des Kenner Flures in die Mosel.

## Namensgebung
Die Kenner Flur war früher Teil der Gemeinden Kenn und Longuich. Im Jahr 1969 wurde die Kenner Flur von der Stadt Trier eingemeindet.

## Bilder

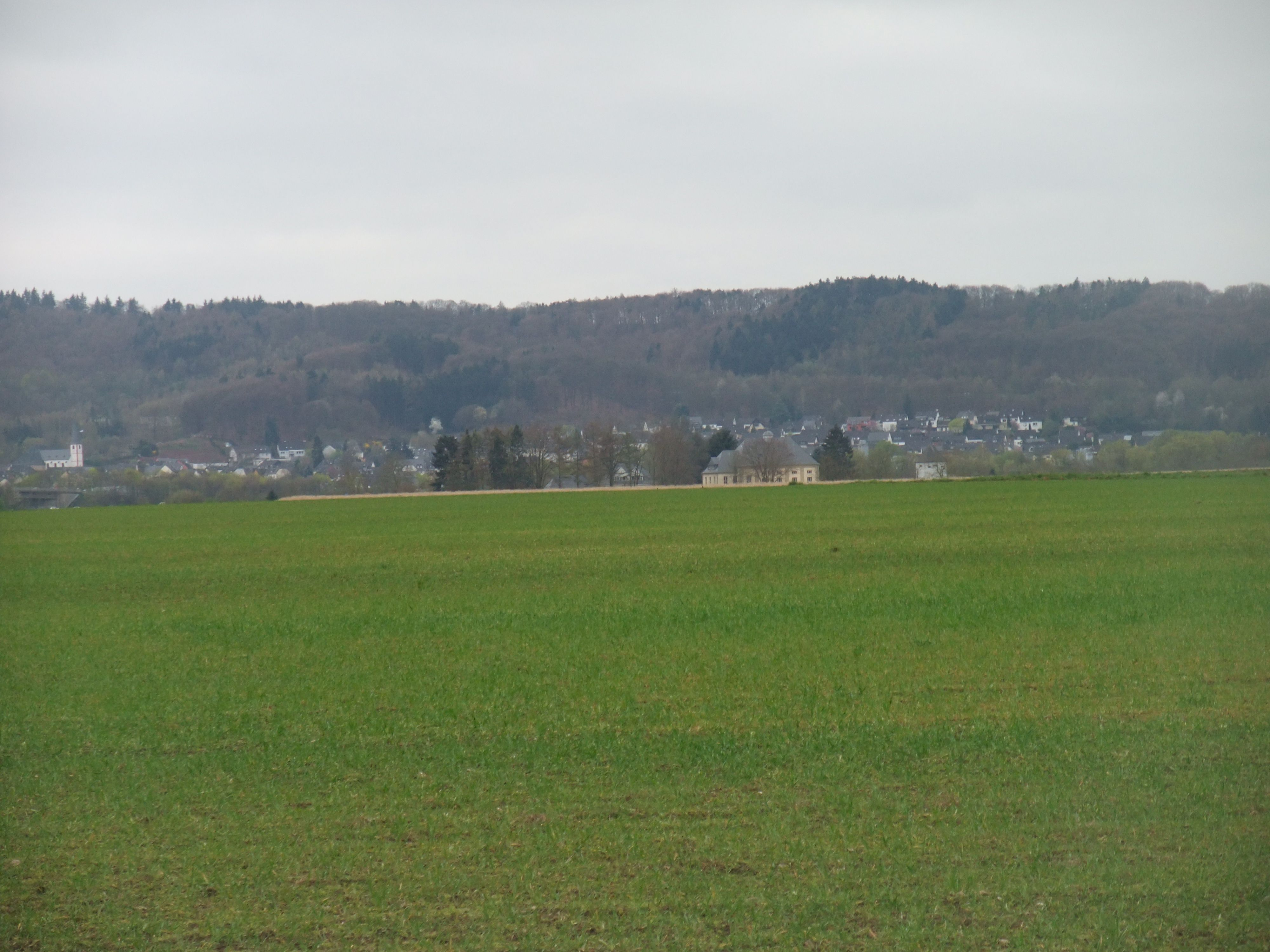
Kenner Flur mit dem Kenner Wasserwerk und Kenn im Hintergrund
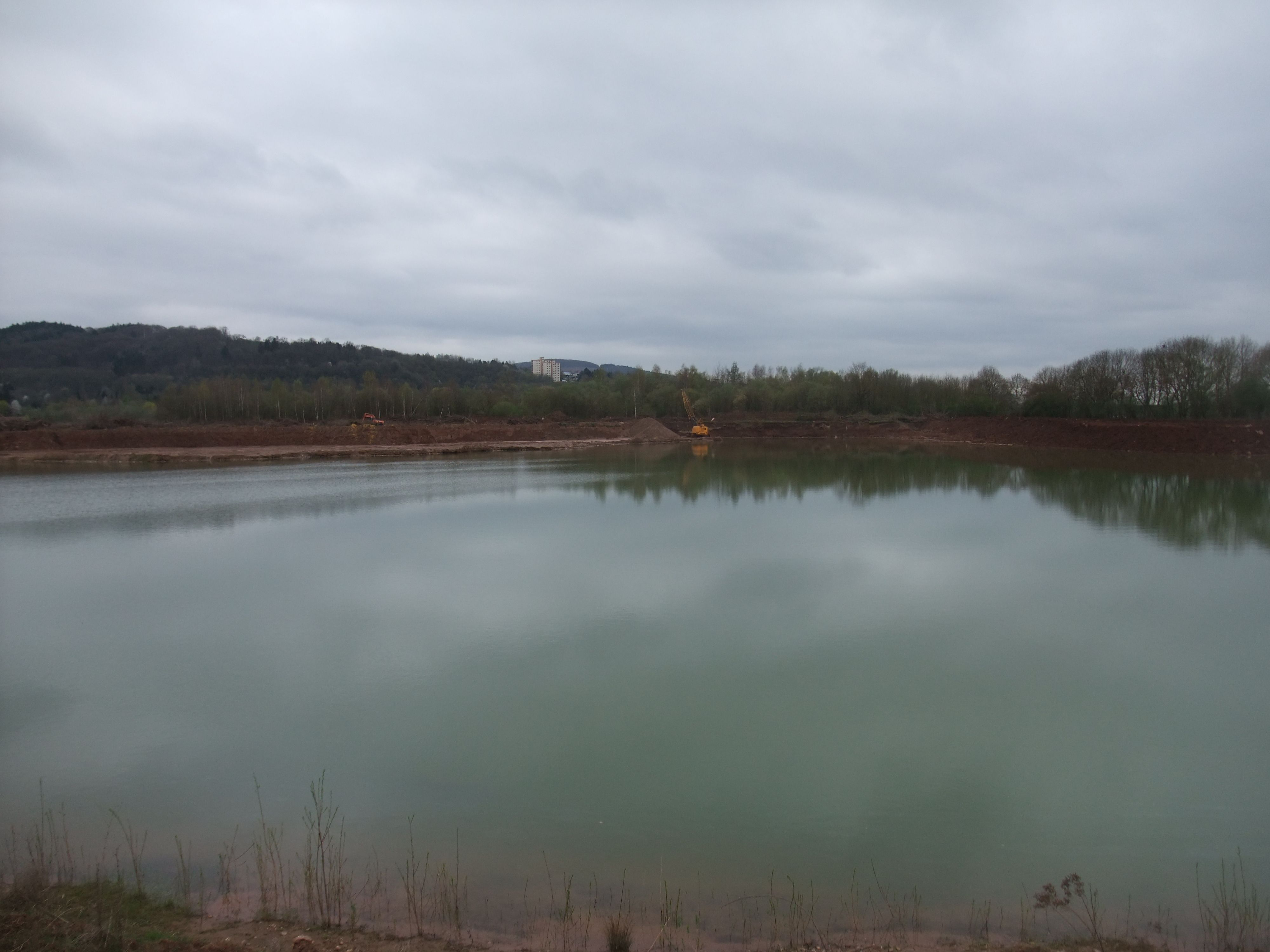
Kiesgrube, im Hintergrund die Kenner Ley
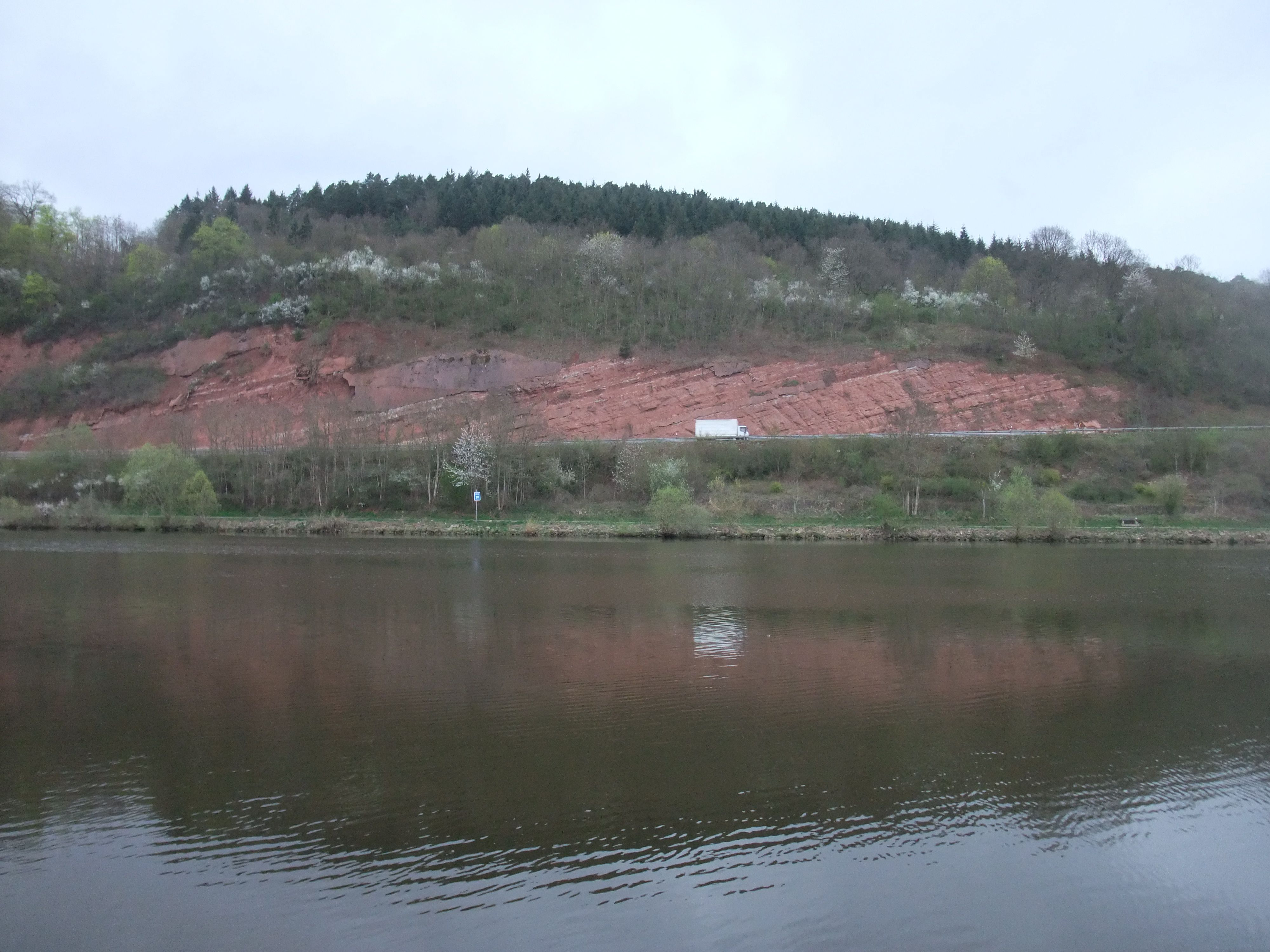
Blick auf den Rothenberg
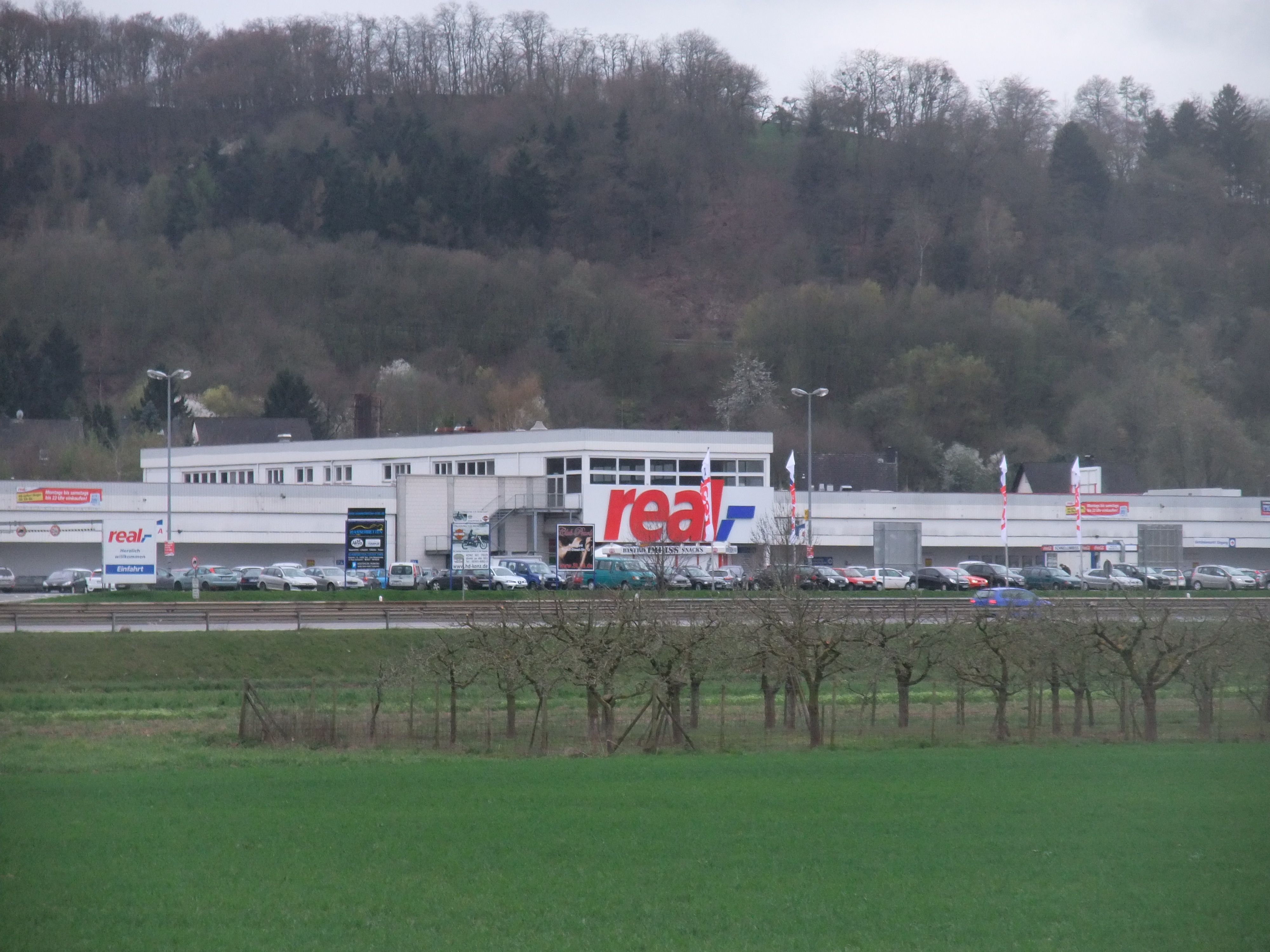
Blick auf das Moseleinkaufszentrum Kenn